# Heterrhachispa
Heterrhachispa is een geslacht van kevers uit de familie bladkevers (Chrysomelidae).
De wetenschappelijke naam van het geslacht werd in 1957 gepubliceerd door Gressitt.

## Soorten
- Heterrhachispa kurandae (Gressitt, 1957)